# Corviale (zona di Roma)
Corviale è la zona urbanistica 15F del Municipio Roma XI di Roma Capitale. Si estende sul suburbio S. VIII Gianicolense.

## Geografia fisica

### Territorio
La zona confina:
- a nord con la zona urbanistica 16B Buon Pastore[1]
- a est con la zona urbanistica 16A Colli Portuensi[2]
- a sud con la zona urbanistica 15D Trullo[3]
- a ovest con la zona urbanistica 15E Magliana[4]

## Storia
La zona divenne famosa negli anni settanta/ottanta del XX secolo, quando venne costruito, su una collina, il complesso residenziale dell'Istituto Autonomo Case Popolari "Nuovo Corviale", progettato a partire dal 1972 da un team di architetti coordinati da Mario Fiorentino e composto da Federico Gorio, Piero Maria Lugli, Giulio Sterbini e Michele Valori.
La particolarità della notevole lunghezza degli edifici principali, che si estendono per 960 metri e alti 37, portò la popolazione locale a chiamare l'enorme edificio "il Serpentone".

## Monumenti e luoghi d'interesse

### Architetture civili
- Casetta Mattei, su via della Casetta Mattei. Casale del XVI secolo. 41.851141°N 12.42305°E
- Villino Cantone, su via della Casetta Mattei. Casale del XVII secolo. 41.861776°N 12.420683°E
- Serenello o Villa di Sant'Isaia, su via dei Martuzzi. Villa del XVII secolo. 41.856107°N 12.431612°E
- Casale al Divin Maestro, su via Portuense. Casale del XIX secolo. 41.851894°N 12.428188°E
- Nuovo Corviale, su via Ettore Ferrari, via Poggio Verde, via Marino Mazzacurati e via dei Sampieri. Complesso residenziale del XX secolo (1975-84).

### Architetture religiose
- Cappella Fantini, su via Portuense angolo via della Casetta Mattei. Cappella del XVII secolo. 41.850982°N 12.423563°E
- Convento delle Mantellate al Corviale, su via della Fanella. Convento con chiostro del XIX secolo. 41.855002°N 12.431707°E
- Chiesa di San Girolamo a Corviale, su via dei Buonvisi. Chiesa del XX secolo (1960).
- Chiesa di San Paolo della Croce, su via Poggio Verde. Chiesa del XX secolo (1983).

### Aree naturali
- Riserva naturale della Valle dei Casali. 41.859742°N 12.427433°E